# Fast Eddys

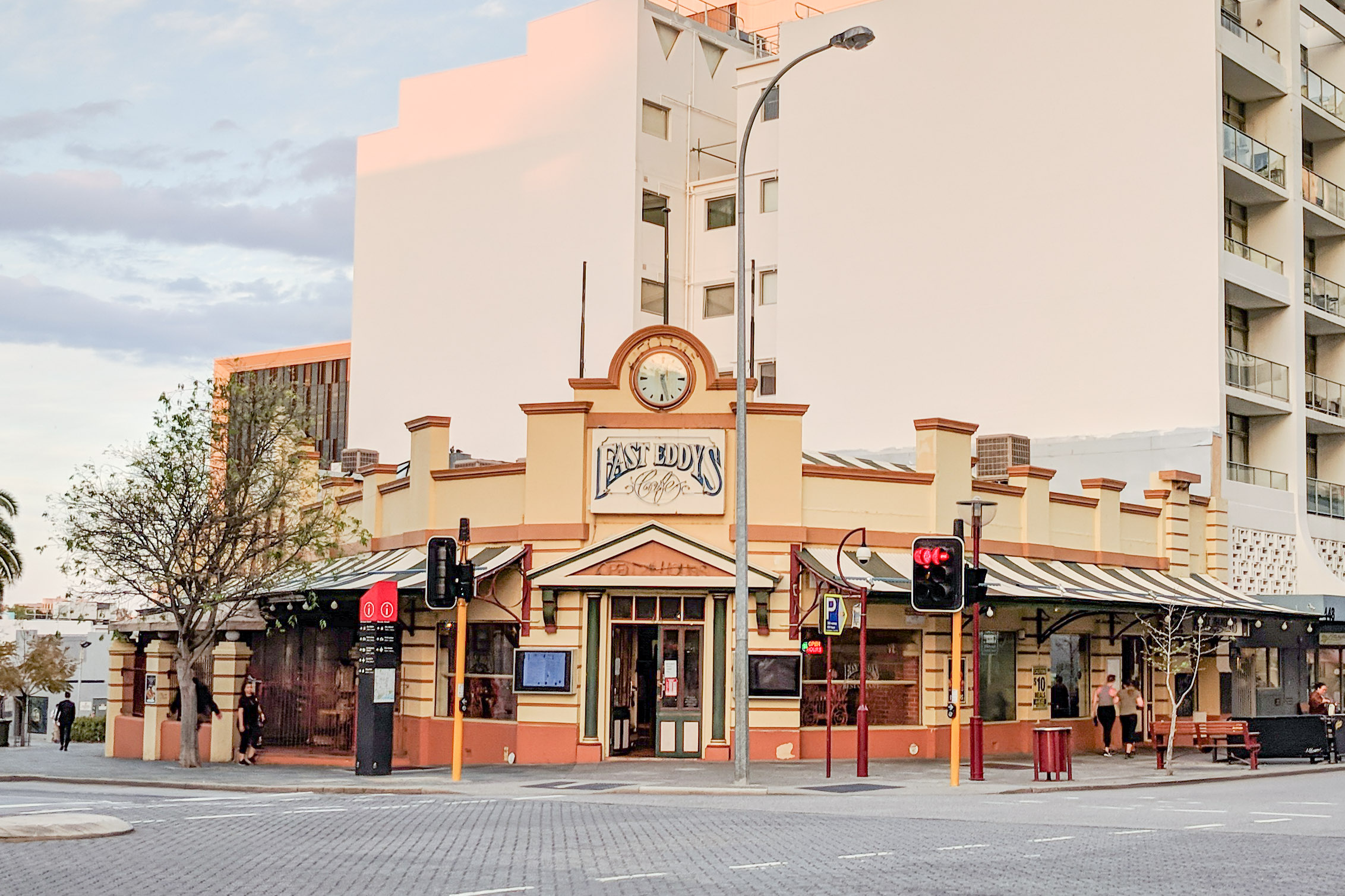
Fast Eddys, Перт - перше кафе відкрите в місті

Fast Eddys Cafe — колишня мережа кафе, яка в основному розташовувалася в Перті, Західна Австралія, а також короткий час у Новому Південному Уельсі, Аделаїді, Кернсі, Квінсленді та Мельбурні. Fast Eddys було найбільш знаменитим тим, що це був один з небагатьох ресторанів Перта, який працював 24 години на добу, 7 днів на тиждень, включаючи державні свята.
У травні 2019 року останнє кафе, яке залишилося в Перті, було закрито після 41 року роботи.

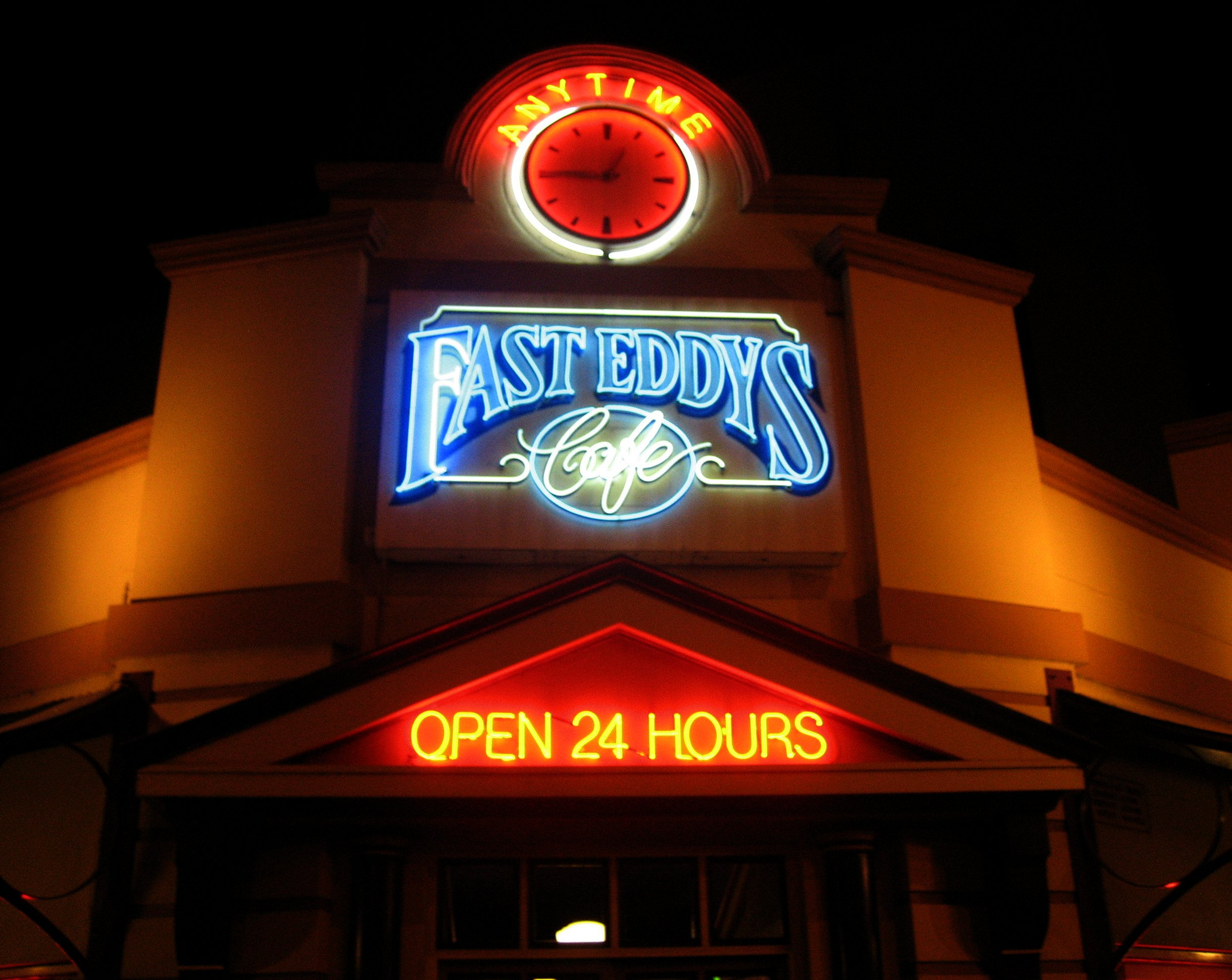
Рекламна вивіска над входом

Ресторани були розділені на дві секції. Ресторани прикрашені різними історичними пам’ятками, такими як старі рекламні вивіски та номерні знаки.
Відомим гамбургером був EddyBurger. Меню також Burger Cop-The-Lot, Steakburger та Super Hotdog. У ресторані також подавали цілий день страви з меню для сніданків.
Fast Eddys був заснований у 1979 році на західному кінці бізнес центру Перту, на розі вулиць Хей та Мілліган-стріт, Крістофером та Коном Сомасом. Ресторан переїхав на нове місце на вулицю Мюррей 454 на початку 1990-х, та залишився до закриття у 2019 році. Подейкували, що Fast Eddys отримало ім'я від вигаданого персонажа Пола Ньюмена «Швидкого» Едді Фелсона з американськога драматичного фільму "Більярдист" 1961 року, хоча джерел, які б це підтверджували, немає.
До 90-х років Сомаси продавали бізнес. У наступні роки нове право власності сприяло створенню додаткових франшиз по всій Західній Австралії, а до 2001 року компанія розширилася на Новий Південний Уельс, Південну Австралію та Вікторію. Однак у 2002 р. Компанія перейшла до заборгованості, оскільки більшість магазинів закрилися у східних штатах, а магазини WA були продані як франшизи. Колишні власники (Галлоуей) до цього часу володіли ресторанами.

### Further reading
- Poprzeczny, Joe.(2001) Food speeds down fast lane. (History of fast food industry in WA, from days of Bernies during WWII to Van Eileens in the 1960s to Fast Eddys and Chicken Treat). Business news - Perth, W.A., 15/3/2001, p. 4-5.